# Handelshochschule Leipzig
Pour les articles homonymes, voir HHL.
Handelshochschule Leipzig (HHL) - Leipzig Graduate School of Management est une école de commerce privée allemande située dans le Land de Saxe. Créée en 1898, c'est une des plus anciennes écoles de commerce au monde. Elle a été reformée en 1992, après la chute du rideau de fer.

## Histoire
HHL a été fondé en 1898 grâce à l’initiative de la chambre de commerce de Leipzig. En 1946, elle a été intégrée à l’université de Leipzig et a retrouvé son indépendance en 1969. L’école a été refondée en 1992 grâce à l’initiative de la chambre de commerce de Leipzig. À cette période, HHL offrait déjà les programmes de doctorat et de post doctorat. Des professeurs réputés tels que Hermann Großmann, Arthur Lisowsky, Karl von der Aa, Karl Thalheim, Heinrich Niklisch et Balduin Penndorf ainsi que des étudiants connus, comme Eugen Schmalenbach et Rudolf Seyffert sont passés par HHL.

## Aperçu

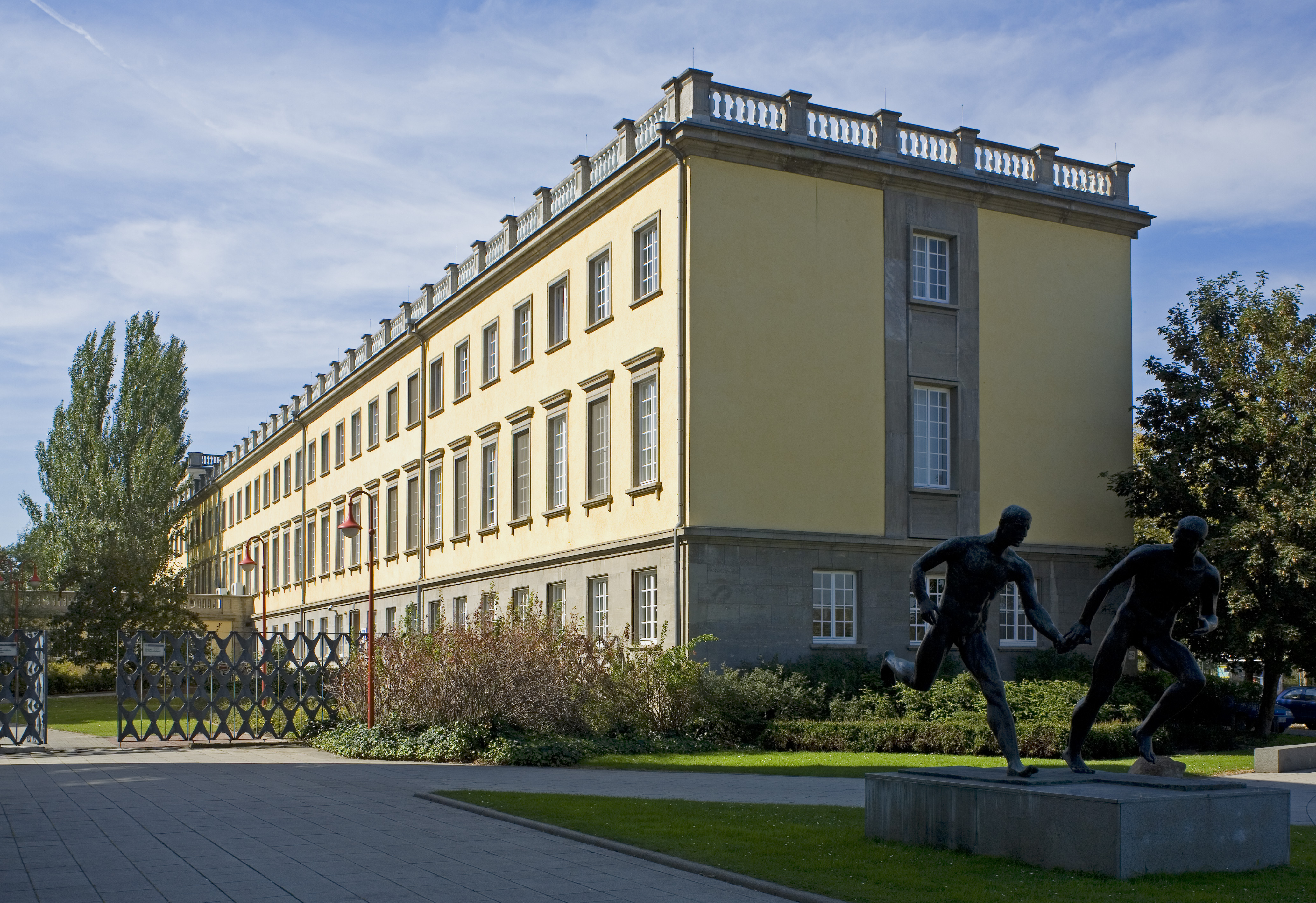
HHL Leipzig Graduate School of Management, University House, Jahnallee 59.

Leipzig Graduate School of Management (HHL) a été classé meilleure école de commerce par le journal Karriere en mai 2006 et classée dans le top trois dans tous les autres journaux. En avril 2004, HHL a été la première école de commerce privée accréditée AACSB international. 
L’école offre des programmes de formation du deuxième et du troisième cycle. Tous les programmes sont internationaux grâce à l'enseignement en anglais et aux étudiants étrangers. De nombreux étudiants viennent en échange de plus de 100 universités partenaires à HHL, dont Tuck School of Business du Dartmouth College, l'Institut indien de management de Lucknow et l'école de commerce de l’université Tulane. Il existe aussi l'option du double degré avec une des universités suivantes : université de Talca (Chili), Universidad de Chile (Chili), Tongji University (Chine), Universidad EAFIT (Colombie), INCAE (Costa Rica), Universidad Del Pacífico – Ecuador (en), ESC Montpellier; ESC Toulouse; ISC Paris; ESCI Fontainebleau (France), MDI (Inde), KDI School (Corée du Sud), BI Norwegian Business School (Norvège), esan (Pérou), EADA Business School (Espagne), Asian Institute of Technology (Thaïlande), et l'université internationale de Floride (États-Unis).   
L’école a aussi un centre d’éducation supérieure fondé en coopération avec l'INSEAD. Initialement nommé l'INSEAD Zentrum Leipzig (IZL), il a, de nos jours, le nom HHL Executive Education.

## Gamme de formation

### Deuxième cycle: M.Sc.
La maîtrise en sciences (M.Sc.) de la gestion est un diplôme de second cycle. Le programme permettant de l'obtenir est d’une durée de 18 mois pour les étudiants à temps plein et commence en septembre de chaque année. Cette période inclut un trimestre à l’étranger dans une des écoles partenaires. Il est aussi possible d'obtenir un double diplôme avec certaines de ces écoles.  
Les critères de sélections sont fondés sur les résultats du diplôme attestant un premier cycle complet comme un baccalauréat en business, sur le GMAT, sur le TOEFL et sur des examens d’entrée évalués par HHL et le programme requiert aussi un minimum de trois mois d’expérience de travail.
Ce programme offre les spécialités suivantes :
- Comptabilité
- Finance
- Logistique
- Management
- Marketing
- Entrepreneuriat
- Stratégie
- Économie

### Troisième cycle: doctorat
Le programme de doctorat de HHL est adapté aux candidats ayant un degré secondaire. En trois ans, les étudiants participent à des cours, des lectures, des recherches ainsi qu'à des conférences. Après avoir complété avec succès la thèse doctorale et les examens, le candidat reçoit le degré de Dr. rer.oec.

### Formation des cadres: MBA
Le programme de MBA s'adresse à des candidats ayant déjà une formation supérieure et quelques années d'expérience professionnelle. Le programme à temps partiel est dirigé pour les professionnels qui prennent des classes à Leipzig deux weekends par mois. 
Les cours sont dispensés en petits groupes de travail afin de favoriser une bonne communication. L'enseignement est exclusivement dispensé en anglais étant donné que les participants sont issus de plus de 50 pays différents. Ce caractère international contribue au succès du programme. 
Les critères d'entrée sont un degré universitaire, deux ans d’expérience de travail, deux lettres de recommandation et le GMAT.